# H.120
H.120 est la première norme d'encodage de la vidéo numérique. Elle a été développée par COST 211 et publiée par le CCITT en 1984, une première révision est parue en 1988, et une dernière en 1993. La vidéo obtenue n'avait pas une qualité convenable, peu d'implémentations réelles ont été faites, et il n'y a pas de codec pour ce format. Mais il a posé les bases des formats qui apparurent ensuite, notamment son successeur direct le H.261.

## Généralités

### Données en entrées
- Support de la vidéo en 625 lignes ou en 525 lignes ; dans les cadences 29,97 images par seconde et 25 images par seconde.
- Gestion des images monochrome et couleur (codé en composantes (Y, Cr, Cb).

### Flux en sortie
- Deux débits possibles en sortie : 1544 kbit/s et 2048 kbit/s.
- 320 échantillons par ligne, dont 265 échantillons utiles.
- Quantification des échantillons sur 8 bits.
- Le niveau de noir est défini par la valeur 16, et le niveau de blanc par la valeur 239[1]
- Réduction du nombre de lignes à 143 lignes par trame (valeur identique dans les standards à 625 lignes et dans ceux à 525 lignes). Le décodeur rétablit la taille d'origine par interpolation.
- Présence de données son et de données auxiliaires, dans le flux global.
- Système de corrections d'erreur grâce à l'utilisation d'un code BCH.